# Centralny Zarząd Wytwórni Materiałów Budowlanych
Centralny Zarząd Wytwórni Materiałów Budowlanych – jednostka organizacyjna Ministra Odbudowy, funkcjonująca jako państwowe przedsiębiorstwo przemysłowe, prowadzone według zasad gospodarki handlowej w ramach państwowego planu gospodarczego.

## Powołanie Centralnego Zarządu
Na podstawie zarządzenia Ministra Odbudowy z 1947 r. wydanego w porozumieniu z Ministrem Skarbu i Prezesem Centralnego Urzędu Planowania o utworzeniu państwowego przedsiębiorstwa "Centralny Zarząd Wytwórni Materiałów Budowlanych" ustanowiono Centralny Zarząd. Nadzór państwowy nad Centralnym Zarządem sprawował Minister Odbudowy.

## Przedmiot działania Centralnego Zarządu
Przedmiotem Centralnego Zarządu było koordynowanie, nadzorowanie, kontrolowanie oraz ogólne kierownictwo działalności gospodarczej przedsiębiorstw państwowych lub będących pod zarządem państwowym, produkujących materiały budowlane. 

## Organy Centralnego Zarządu
Organem nadzorczym, kontrolnym i opiniodawczym Centralnego Zarządu była Rada Nadzoru Społecznego, której zakres działania, sposób powoływania i zwalniania jej członków, organizację i sposób wykonywania powierzonych czynności określono rozporządzeniem Rada Ministrów.
Organem zarządzającym Centralnego Zarządu była Dyrekcja, powoływana przez Ministra Odbudowy, składająca się z Naczelnego Dyrektora i dwóch dyrektorów zarządzających.